# Children's Laureate

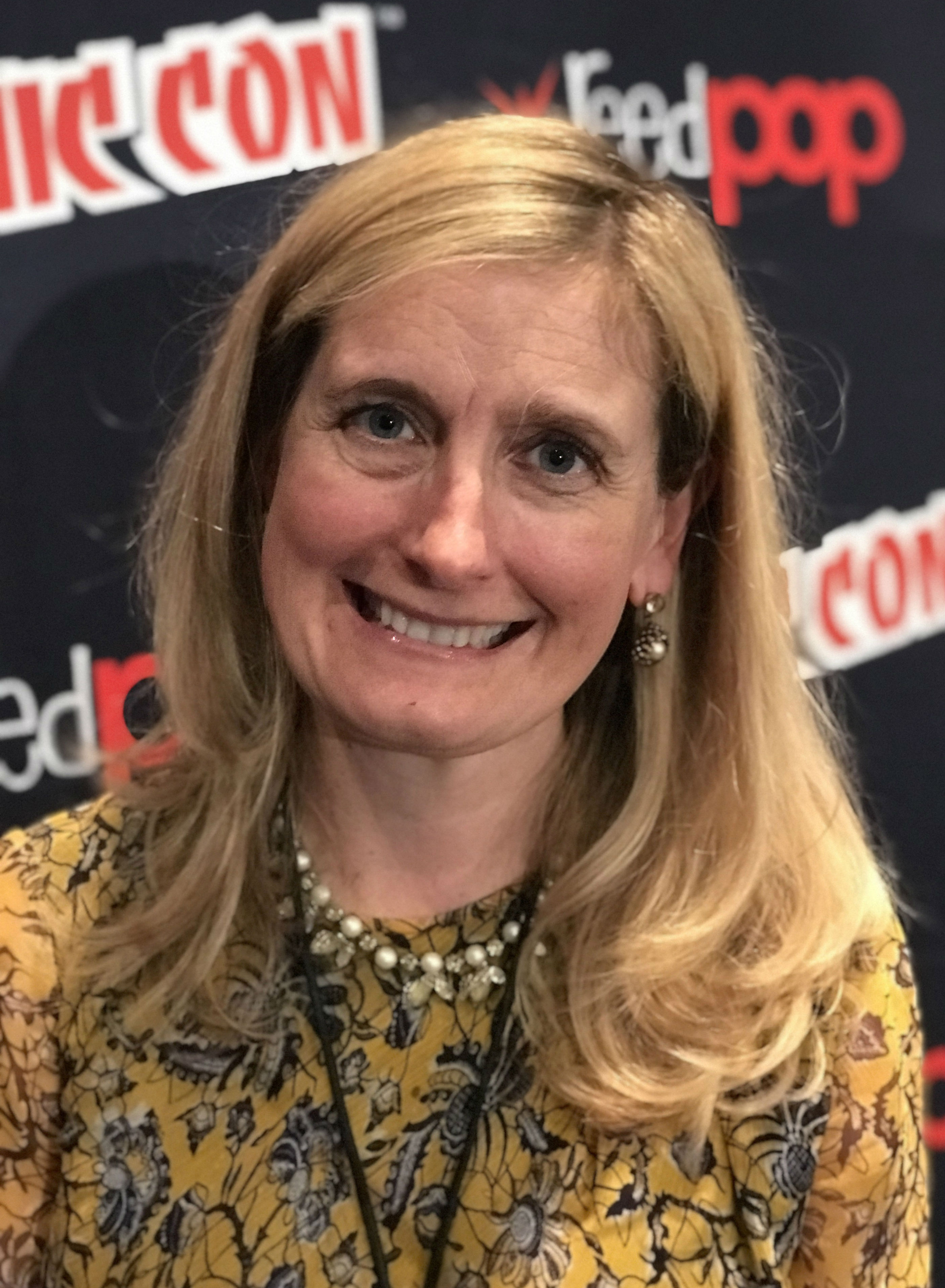
Cressida Cowell.

Children's Laureate est un prix créé en 1999 décerné pour deux ans à un auteur ou un illustrateur de littérature jeunesse au Royaume-Uni.

## Présentation
L'idée de cette distinction trouve son origine en 1998 dans une discussion entre Ted Hughes alors Poet Laureate et l'écrivain pour enfants Michael Morpurgo. Le prix, financé par Waterstones, attribue à chaque lauréat un sommes de 15 000 livres.

## Titulaires
- 1999–2001 : Quentin Blake
- 2001–2003 : Anne Fine
- 2003–2005 : Michael Morpurgo
- 2005–2007 : Jacqueline Wilson
- 2007–2009 : Michael Rosen
- 2009–2011 : Anthony Browne
- 2011–2013 : Julia Donaldson
- 2013–2015 : Malorie Blackman
- 2015-2017 : Chris Riddell
- 2017-2019 : Lauren Child
- 2019-2022 : Cressida Cowell
- 2022-2024 : Joseph Coelho
- 2024-2026 : Frank Cottrell-Boyce[3]